# Glenea izuinsulana
Glenea izuinsulana é uma espécie de escaravelho da família Cerambycidae.